# Cassyma chrotodon
Cassyma chrotodon là một loài bướm đêm trong họ Geometridae.